# Ranzevelle
Ranzevelle – miejscowość i gmina we Francji, w regionie Burgundia-Franche-Comté, w departamencie Górna Saona.
Według danych na rok 1990 gminę zamieszkiwało 21 osób, a gęstość zaludnienia wynosiła 9 osób/km² (wśród 1786 gmin Franche-Comté Ranzevelle plasuje się na 720. miejscu pod względem liczby ludności, natomiast pod względem powierzchni na miejscu 1003.).